# Cyclopsia univittata
Cyclopsia univittata är en tvåvingeart som beskrevs av Hardy 1970. Cyclopsia univittata ingår i släktet Cyclopsia och familjen borrflugor. Inga underarter finns listade i Catalogue of Life.